# Goës
Goës är en svensk adelsätt. Namnet uttalas tvåstavigt [góes], vilket många släktmedlemmar har markerat med ett trema över bokstaven e.
Ättens äldste belagde stamfader är Eberhard von Goes som var godsägare i Kurland på 1500-talet. Ättens adelskap bekräftades i ett brev av hertig Jakob av Livland år 1670. Släktens ingress i Svenska adelns Ättar-taflor uppger att ätten ursprungligen skulle ha kommit från Portugal och vara släkt med Dionysius Goës och kardinal Johannes von Goës.  Enligt denna släktledning skulle ätten ha inkommit till Kurland med Tyska orden.
Ätten inkom till Sverige med fyra bröder på 1600-talet: Casper Goes (1632-1677) som var överstelöjtnant vid Skånska dragonskvadronen, Magnus Goes (1634-1682) som var major vid Hälsinge regemente, Eduard Goes (1638- efter 1673) som var löjtnant vid överste Grubbes regemente, och Nicolaus Goes (1640-1694) som var ryttmästare vid Livregementet till häst. 
De fyra bröderna naturaliserades och introducerades på Riddarhuset 1672 (nr. 812). Av dessa förde endast den sistnämnde av dem, Nicolaus Goes, ätten vidare i sitt äktenskap med Margareta Charlotta Reutercrantz med sönerna ryttmästaren Gustaf Fredrik Goës som var gift med en von Feilitzen och kunglige stallmästaren Bengt Edvard Goës som var gift med en Fleming. Den äldre grenen slocknade 1823, och den ännu fortlevande släkten härstammar från den yngre av bröderna.
Stallmästaren Bengt Edvard Goës skrev sig till Sundänge. En sonson till honom var Henrik Edvard Teodor Goës som var fält- och regementsläkare under finska kriget och fälttågen i Norge. Han var gift med sin kusin Henrica Sophia Goës vars mor var en König, en släkt som även makens mor och faster tillhörde. De blev föräldrar till naturforskaren och läkaren Axel Theodor Goës.

## Personer med namnet
- Agneta Goës (född 1938), konstnär
- Axel Goës (1873–1937), teckningslärare och konstnär
- Axel Theodor Goës (1835-1897), läkare och naturforskare
- Eva Goës (född 1947), politiker, miljöpartist
- Nils von Goës (1906–1993), kamrer och museiman